# Ad caeli reginam

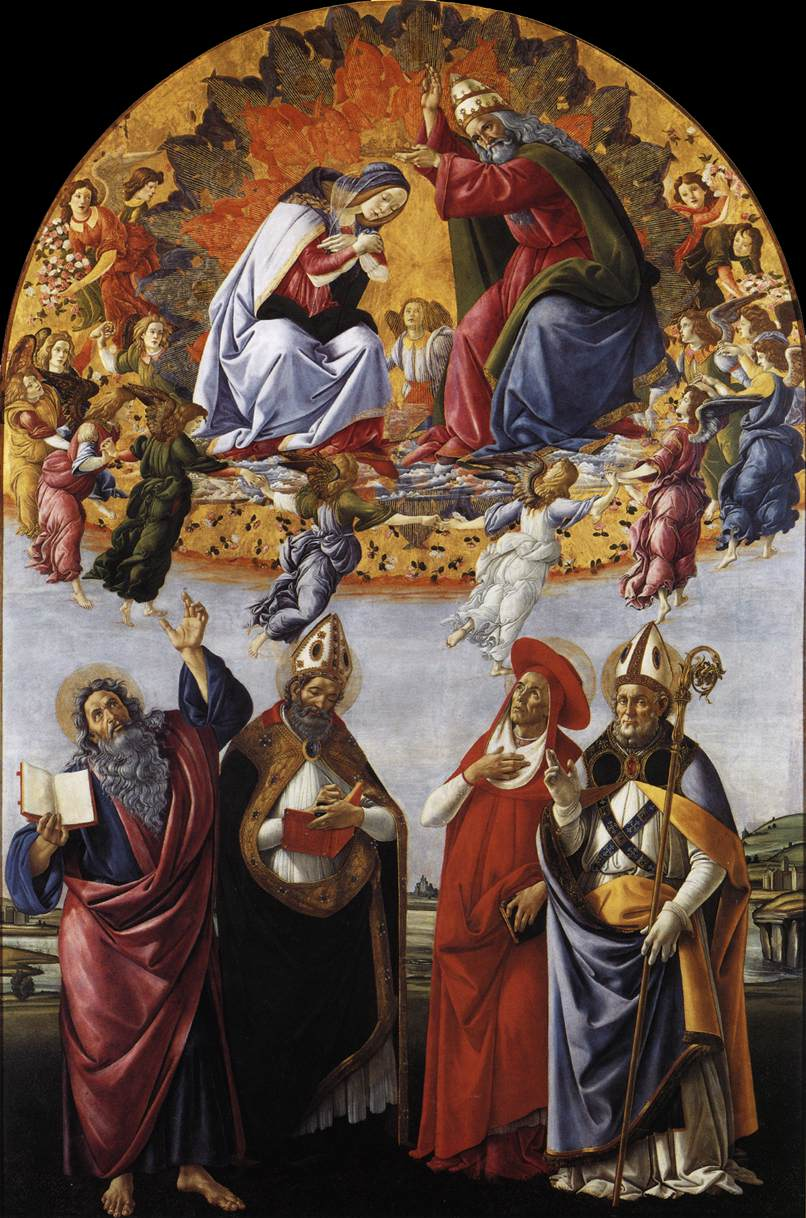
Botticelli Korunovace Matky Páně

Ad caeli reginam je encyklika papeže Pia XII. vydaná 11. října 1954 o Panně Marii.
Encyklika představuje mariologii papeže Pia XII. o účasti Marie na vykupitelském poslání Ježíše Krista, neboť předala Kristu lidskou přirozenost, a tak získala jedinečnou účast na díle spásy člověka. Papež encyklikou také zavedl církevní svátek Panny Marie královny na 22. srpna.